# Beer (cráter marciano)
Beer es un cráter situado dentro la región del cuadrángulo Sinus Margaritifer (MC-19) del planeta Marte, nombrado en honor del astrónomo alemán Wilhelm Beer.
Está localizado en las coordenadas 14°28′S 351°50′E / -14.47, 351.83.
|                                                  |
| Cráter Beer. Pared oeste erosionada. Imagen CTX. |

Beer se halla al suroeste del Meridiani Planum (centrado en las coordenadas 0°12′N 357°30′E / 0.2, 357.5). 
Así mismo, se localiza unos 8° al oeste del meridiano cero; y alrededor de 10° también al oeste del cráter Mädler. Comparte esta misma zona con el cráter Schiaparelli.

## Meridiano cero de Marte
Cuando Beer y su colaborador Mädler produjeron los primeros mapas razonablemente buenos de Marte a comienzos de la década de 1830, seleccionaron como meridiano cero un elemento particular de la superficie del planeta de albedo especialmente oscuro, posteriormente denominado Sinus Meridiani ("Bahía del Meridiano"). Su elección quedó reforzada cuando Giovanni Schiaparelli utilizó en 1877 el mismo sistema de referencia para sus famosos mapas de Marte.
Este sistema perduró hasta 1969, cuando se dispuso de las fotografías de las misiones Mariner 6 y 7, y fue sustituido por el actual sistema de referencia, mucho más preciso: el nuevo meridiano cero de Marte elegido fue el meridiano que pasa por el centro del cráter Airy-0 (5°06′00″S 0°00′00″E / -5.1, 0.000).
La designación Sinus Meridiani (que hace referencia a una bahía, reminiscencia de las primeras observaciones de Marte en las que las zonas oscuras de su superficie se identificaron erróneamente como mares), ha sido sustituida en la nomenclatura oficial de la UAI por la denominación Meridiani Planum, eliminando del nombre connotaciones marinas. 
Con ocasión del aterrizaje de la sonda de la NASA Opportunity en 2004 (en las coordenadas 1°56′46″S 354°28′24″E / -1.9462, 354.4734), el Meridiani Planum adquirió una cierta notoriedad en los medios de comunicación.